# ロマンスの泉
『ロマンスの泉』（ロマンスのいずみ）は、桜沢エリカによる日本の漫画作品。

## 概要
『FEEL YOUNG』（祥伝社）において、1997年から1998年まで連載された。

## あらすじ
少女小説家で売れまくっている岡村早都子は、彼女の部屋を間借りしている小林なつみのいとこ。夜な夜な遊びに繰り出してはナンパをして年若い男性をからかっている。そんな奔放に生きる早都子と周囲の人間の話。

## 書誌情報
桜沢エリカ 『ロマンスの泉』 祥伝社〈FEELコミックス〉、全1巻
- 1998年10月26日発行、ISBN 978-4396761905
「欲張りな唇」を併録。

桜沢エリカ 『ケセランパサラン/ロマンスの泉』 祥伝社〈祥伝社コミック文庫〉、全1巻
- 2005年2月発売、ISBN 978-4396380274
「ケセランパサラン」との合本。

## ムービーコミック
2011年6月からBeeマンガで配信された。制作は東通、製作はBeeTV。
キャスト
- 岡村早都子 - 麻生かほ里
- 小林なつみ - 嶋田あきえ
- 瀧之内ゆかり - 幸坂弘子
- 森田 - 栂村年宣
- 俊介 - 高橋秀行
- 鉄生 - 勝也

主題歌
- 石川マリー「わたしだけ」